# Agneta Sjödin

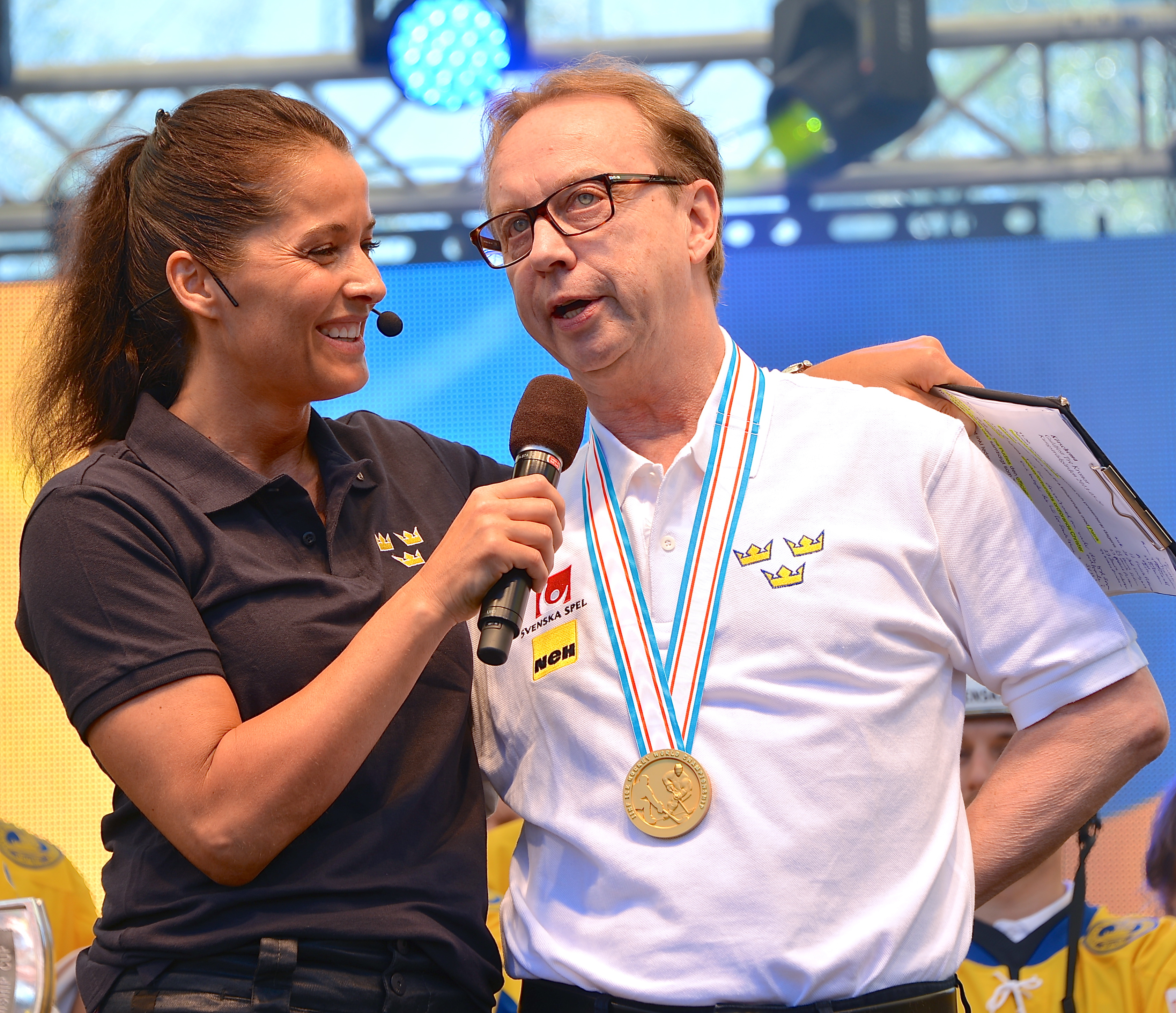
Pär Mårts intervjuas av Agneta Sjödin i Kungsträdgården i Stockholm den 20 maj efter segern i hockey-VM 2013.

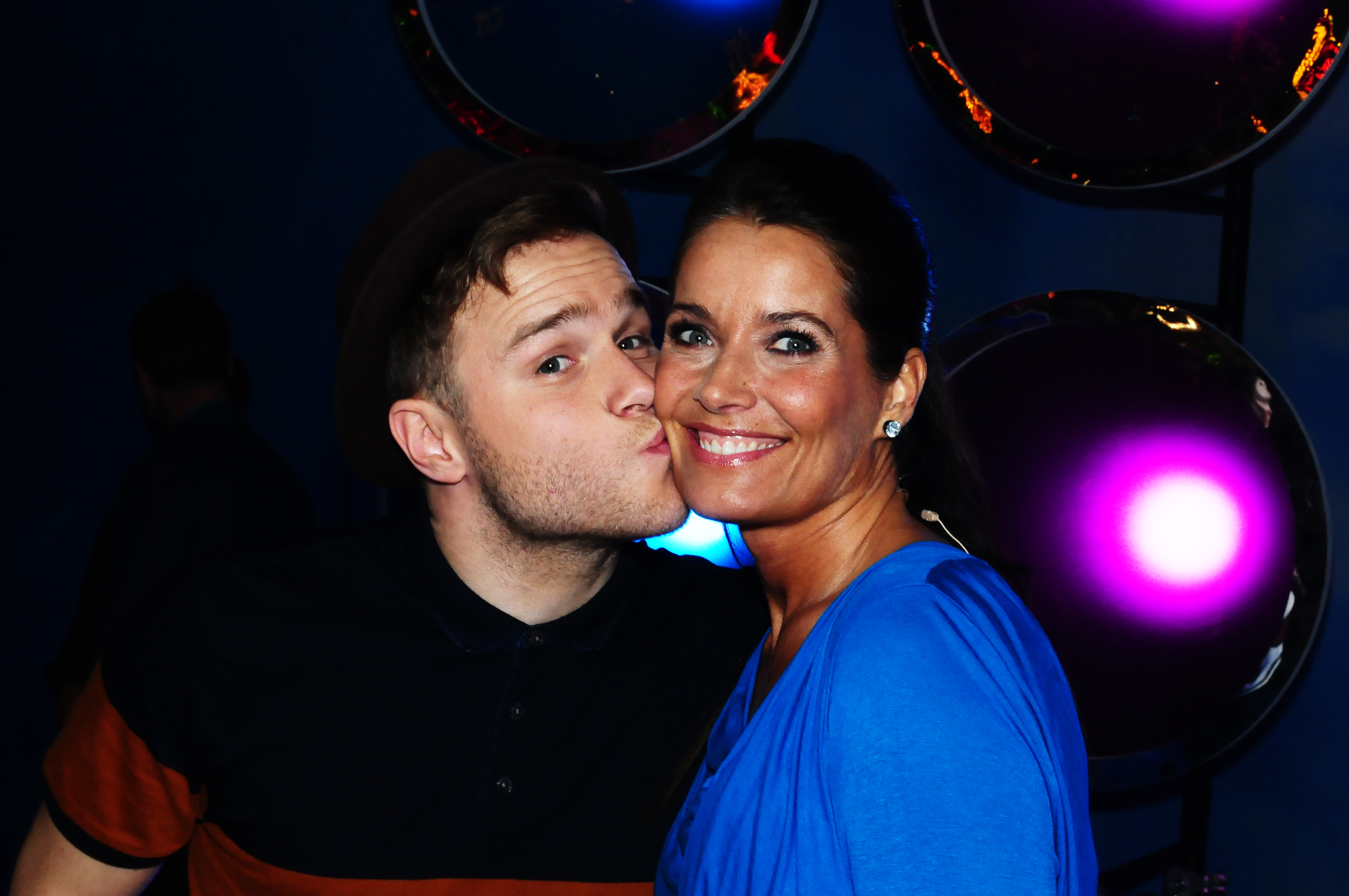
Olly Murs och Agneta Sjödin på Sommarkrysset 2012.

Agneta Helena Sjödin, född 20 juli 1967 i Norrbo socken, Hälsingland, är en svensk programledare och författare. Hon är bland annat känd för mångårigt programledarskap för Fångarna på fortet.

## Biografi

### Barndom och ungdom
Agneta Sjödin växte upp i Hudiksvall, sysslade med idrott och hade tidigt tankar på att utbilda sig till skådespelare. Efter några år flyttade familjen till Stockholm. Sjödin studerade/sysslade med teater och sång under 1980-talet och skötte bland annat följestrålkastare på Chinateatern. Hon fick sedan arbete som assisterande ljustekniker vid Göteborgs stadsteater.

### TV-karriär
När TV4 1990 skulle starta sin verksamhet sökte produktionsbolaget MTV Studios i Göteborg tekniska medarbetare och Sjödin blev en av dem som anställdes som ljustekniker hos bolaget. När Adam Alsing, som var presentatör för TV4, en tid senare sökte en kvinnlig kollega som kunde leda programmet Tur i kärlek tillsammans med honom, blev Sjödin inbjuden till audition på skoj. Efter att ha prövat flera sökande bad Alsing Sjödin att pröva, fann henne lämplig och bad henne att presentera programmet tillsammans med honom. Programmet, som började sända 1992 och blev en stor framgång, var den första spelshowen på kanalen. Sjödin fortsatte med Tur i kärlek ett antal säsonger.
Sjödin blev sedan även förknippad med en annan TV4-succé – Fångarna på fortet. Där har hon delat programledaransvaret med Gunde Svan åren 1992–1994, 1998 och på nytt från 2010.
Sjödin fortsatte på tv och presenterade 1994 resespelprogrammet Jakten på röda rubinen tillsammans med Bengt Magnusson. Programmet gick ut på att barn tillsammans med Sjödin skulle resa utomlands på jakt efter en rubin. Programmet sändes på TV4, men den fick inga bra recensioner och avbröts efter en säsong.
Mellan 1996 och 1999 presenterade hon  och Sikta mot stjärnorna och Småstjärnorna, barnversionen av samma program.
Mellan 1997 och 1999 var Sjödin programledare för tävlingen Fröken Sverige, som också sändes på TV4 Sjödin har två gånger presenterat skönhetstävlingen Miss Sweden. samt den årliga Faddergalan, som Sjödin har lett vid ett flertal tillfällen.
Mellan 1998 och 2003 varje nyår hade Sjödin programledarrollen i sitt eget program Agnetas nyårskarameller, där hon och kända gäster diskuterade året som gått på TV4 och visade roliga klipp och tabbar från arkivet på kanalen.
2003 startade programmet Saknad, där Sjödin sammanförde människor som var släkt eller familj men inte hade setts på många år och hade tappat kontakten. Detta program lades dock ner efter bara en säsong.
Det blev också ett antal säsonger som programledare för Gladiatorerna.
År 2004 gjorde Sjödin en pilgrimsvandring till Santiago de Compostela och kände ett växande behov av att dra sig undan från TV-engagemangen och fundera över sitt liv. Vid denna tid inledde hon också sin nya verksamhet som författare och började också återvända till sitt ungdomsintresse att sjunga.
Under senare delen av 2005 frågade TV4 Sjödin om hon ville hålla i kanalens storsatsning Let's Dance tillsammans med David Hellenius. Hon nappade och Let's Dance fick bra tittarsiffror med Sjödin som programledare i två säsonger (2006 och 2007). Sjödin har sedan dessutom hållit i Faddergalan ännu en gång.
År 2010 inledde hon och Gunde Svan en ny omgång som programledare för Fångarna på fortet och hon var också programledare i Förkväll på TV4.

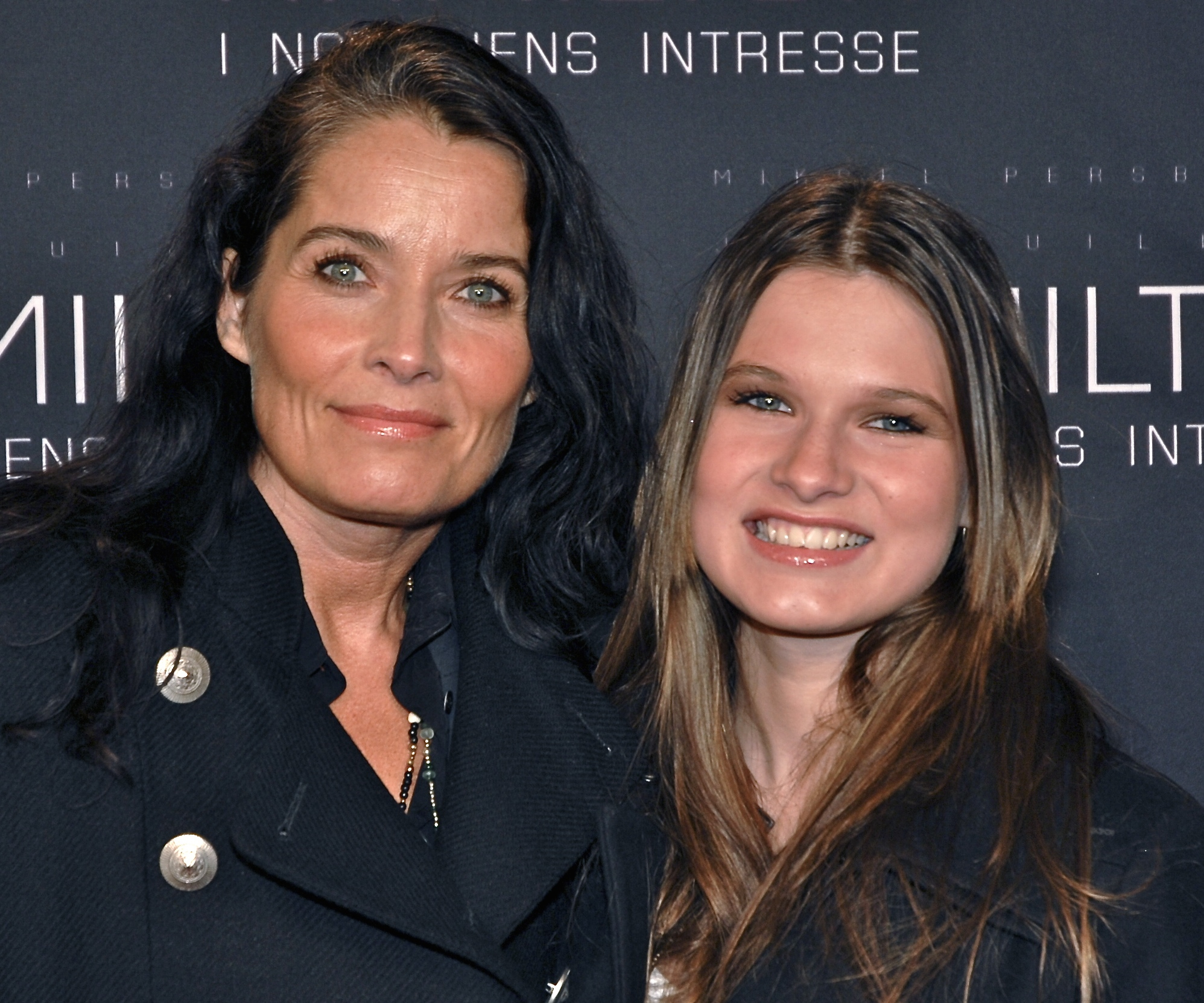
Maja Strömstedt (till höger) tillsammans med sin mor Agneta Sjödin 2012.

Sjödin deltog i Let's Dance 2010 där hon hamnade på 10:e plats tillsammans med danspartnern Tobias Karlsson.
2013 ledde hon TV4:s Drömkåken.
Agneta Sjödin var sommarvärd i P1 den 13 juli 2021.

### Författande
Agneta Sjödin debuterade som författare 2005 med romanen Vändpunkter: människor som vågat möta livet. Hon gav i mars 2007 ut En kvinnas resa, som är baserad på hennes ungdomstid och om övergrepp då. Hennes böcker är till stor del präglade av ett andligt intresse och sökande efter djupare insikter om livet, såsom Flickan från Paradiset (2011). En pilgrimsresa till Santiago de Compostela har gett avtryck i En av de tolv (2008), om aposteln Jakob, och i En kvinnas hjärta (2012). Ett ljus i mörkret (2009) handlar om det italienska helgonet Lucia, som led offerdöden genom en mans hämnd.

## Privatliv
Agneta Sjödin förlovade sig i januari 1997 med Niklas Strömstedt. De två fick 1998 en dotter, Maja Strömstedt. De separerade i maj 2001. Hon var därefter (2002) förlovad med William Moberg Faulds. I januari 2006 förlovade hon sig med sin ungdomskärlek Per Alkebäck. De två gifte sig senare under året, men skilde sig 2009.

## Produktioner

### TV-program
- Tur i kärlek
- Småstjärnorna
- Jakten på röda rubinen
- Sikta mot stjärnorna
- Fångarna på fortet
- Gladiatorerna
- Fröken Sverige
- Faddergalan
- Saknad
- Agnetas smällkarameller (följs upp av Agnetas nyårskarameller)
- Let's Dance
- Spårlöst
- Vardagspuls
- 2019 – Över Atlanten (TV-serie)
- 2020 – Den stora hälsoresan (TV-serie)
- 2021 – Mullvaden (TV-serie)
- 2022 – Secret Song Sverige (TV-serie)

### Böcker
- 2005 – Vändpunkter: människor som vågat möta livet
- 2007 – En kvinnas resa
- 2008 – En av de tolv
- 2009 – Ett ljus i mörkret
- 2011 – Flickan från Paradiset
- 2012 – En kvinnas hjärta
- 2015 – Av egen kraft
- 2018 – Drömdagboken
- 2019 – 100 affirmationer för hjärtat[29]